# Melša – Frank Zappa meets Darkthrone
Melša - Frank Zappa meets Darkthrone – dziewiąty album czeskiej grupy Umbrtka. Jest to kompilacja rzadkich utworów. Został wydany w roku 2003.

## Lista utworów
1. "Melša (prologue)"
2. "Trakce a vozba do boha (remake)"
3. "Finální trasmise (concept for non-realized «Recitation Album»)"
4. "Umbrtka Šroubur (original version with clean voice)"
5. "Zrušená myšlenka (phone call)"
6. "Prach je všudypřítomný (original version - concept for non-realized «Recitation Album»)"
7. "Vnitrolidské koleje (discarded from album «Betonová Opona»)"
8. "Špína a hlína (original version)"
9. "Trakce a vozba do boha (original scream version)"
10. "Sulawesi (spontaneous tribute to indonesian brass music)"
11. "Legenda o špinavé rouře (old rehearsal studio)"
12. "Vnitřní vlaky (burlesque by Strastinen)"
13. "Umírající bezdomovec (full-scale underground concert in the spring 2001)"
14. "Meat must be eaten (remake by DalsKubát from the Sin Village)"
15. "Zdistav Umbrtka (old rehearsal studio)"
16. "Přejezd (the finale of the opus)"